# Lijst van Franse ministers van Buitenlandse Handel
Hieronder volgt een lijst van ministers van Buitenlandse Handel van Frankrijk:

## Ministers van Buitenlandse Handel (1974–heden)
| Staatssecretaris voor Buitenlandse Handel | Staatssecretaris voor Buitenlandse Handel | Staatssecretaris voor Buitenlandse Handel | Ambtstermijn        | Ambtstermijn     | Partij(en)  | Premier(s)                        | Kabinet(en)                     | Overige functie(s)                    |
| ----------------------------------------- | ----------------------------------------- | ----------------------------------------- | ------------------- | ---------------- | ----------- | --------------------------------- | ------------------------------- | ------------------------------------- |
|                                           | Norbert Ségard                            | Norbert Ségard (1922–1981)                | 27 mei 1974         | 30 januari 1975  | UDR         | Jacques Chirac (1974–1976)        | Chirac I                        |                                       |
| Minister van Buitenlandse Handel          | Minister van Buitenlandse Handel          | Minister van Buitenlandse Handel          | Ambtstermijn        | Ambtstermijn     | Partij(en)  | Premier(s)                        | Kabinet(en)                     | Overige functie(s)                    |
|                                           | Norbert Ségard                            | Norbert Ségard (1922–1981)                | 30 januari 1975     | 12 januari 1976  | UDR         | Jacques Chirac (1974–1976)        | Chirac I                        |                                       |
|                                           | Raymond Barre                             | Raymond Barre (1924–2007)                 | 12 januari 1976     | 26 augustus 1976 | O           | Jacques Chirac (1974–1976)        | Chirac I                        | Minister voor Midden- en Kleinbedrijf |
|                                           |                                           | André Rossi (1921–1994)                   | 26 augustus 1976    | 5 april 1978     | PRV         | Raymond Barre (1976–1981)         | Barre I                         |                                       |
| Barre II                                  |                                           | André Rossi (1921–1994)                   | 26 augustus 1976    | 5 april 1978     | PRV         | Raymond Barre (1976–1981)         |                                 |                                       |
|                                           | Jean-François Deniau                      | Jean- François Deniau (1928–2007)         | 5 april 1978        | 1 oktober 1980   | UDF (PR)    | Raymond Barre (1976–1981)         | Barre III                       |                                       |
|                                           | Michel Cointat                            | Michel Cointat (1921–2013)                | 1 oktober 1980      | 21 mei 1981      | UDF (CDS)   | Raymond Barre (1976–1981)         | Barre III                       |                                       |
|                                           |                                           | Michel Jobert (1921–2002)                 | 21 mei 1981         | 23 maart 1983    | MDD         | Pierre Mauroy (1981–1984)         | Mauroy I                        | Minister van Staat                    |
| Mauroy II                                 |                                           | Michel Jobert (1921–2002)                 | 21 mei 1981         | 23 maart 1983    | MDD         | Pierre Mauroy (1981–1984)         |                                 | Minister van Staat                    |
|                                           | Édith Cresson                             | Édith Cresson (1934)                      | 23 maart 1983       | 20 maart 1986    | PS          | Pierre Mauroy (1981–1984)         | Mauroy III                      | Minister voor Toerisme                |
| Laurent Fabius (1984–1986)                | Édith Cresson                             | Édith Cresson (1934)                      | 23 maart 1983       | 20 maart 1986    | PS          | Fabius                            | Minister voor Industriële Zaken |                                       |
| Viceminister voor Buitenlandse Handel     | Viceminister voor Buitenlandse Handel     | Viceminister voor Buitenlandse Handel     | Ambtstermijn        | Ambtstermijn     | Partij(en)  | Premier(s)                        | Kabinet(en)                     | Overige functie(s)                    |
|                                           | Michel Noir                               | Michel Noir (1944)                        | 20 maart 1986       | 10 mei 1988      | RPR         | Jacques Chirac (1986–1988)        | Chirac II                       |                                       |
| Minister van Buitenlandse Handel          | Minister van Buitenlandse Handel          | Minister van Buitenlandse Handel          | Ambtstermijn        | Ambtstermijn     | Partij(en)  | Premier(s)                        | Kabinet(en)                     | Overige functie(s)                    |
|                                           |                                           | Roger Fauroux (1926–2021)                 | 10 mei 1988         | 22 juni 1988     | DVG         | Michel Rocard (1988–1991)         | Rocard I                        | Minister van Ruimtelijke Ordening     |
| Minister voor Industriële Zaken           |                                           | Roger Fauroux (1926–2021)                 | 10 mei 1988         | 22 juni 1988     | DVG         | Michel Rocard (1988–1991)         | Rocard I                        |                                       |
|                                           |                                           | Jean-Marie Rausch (1929)                  | 22 juni 1988        | 15 mei 1991      | DVD         | Michel Rocard (1988–1991)         | Rocard II                       |                                       |
| Viceminister voor Buitenlandse Handel     | Viceminister voor Buitenlandse Handel     | Viceminister voor Buitenlandse Handel     | Ambtstermijn        | Ambtstermijn     | Partij(en)  | Premier(s)                        | Kabinet(en)                     | Overige functie(s)                    |
|                                           | Dominique Strauss-Kahn                    | Dominique Strauss-Kahn (1949)             | 15 mei 1991         | 2 april 1992     | PS          | Édith Cresson (1991–1992)         | Cresson                         |                                       |
| Minister van Buitenlandse Handel          | Minister van Buitenlandse Handel          | Minister van Buitenlandse Handel          | Ambtstermijn        | Ambtstermijn     | Partij(en)  | Premier(s)                        | Kabinet(en)                     | Overige functie(s)                    |
|                                           | Dominique Strauss-Kahn                    | Dominique Strauss-Kahn (1949)             | 2 april 1992        | 29 maart 1993    | PS          | Pierre Bérégovoy (1992–1993)      | Bérégovoy                       | Minister voor Industriële Zaken       |
|                                           | Gérard Longuet                            | Gérard Longuet (1946)                     | 29 maart 1993       | 14 oktober 1994  | UDF         | Édouard Balladur (1993–1995)      | Balladur                        | Minister voor Industriële Zaken       |
| Minister voor Telecommunicatie en Post    | Gérard Longuet                            | Gérard Longuet (1946)                     | 29 maart 1993       | 14 oktober 1994  | UDF         | Édouard Balladur (1993–1995)      | Balladur                        |                                       |
|                                           |                                           | José Rossi (1944)                         | 14 oktober 1994     | 17 mei 1995      | UDF         | Édouard Balladur (1993–1995)      | Balladur                        | Minister voor Industriële Zaken       |
| Minister voor Telecommunicatie en Post    |                                           | José Rossi (1944)                         | 14 oktober 1994     | 17 mei 1995      | UDF         | Édouard Balladur (1993–1995)      | Balladur                        |                                       |
| Staatssecretaris voor Buitenlandse Handel | Staatssecretaris voor Buitenlandse Handel | Staatssecretaris voor Buitenlandse Handel | Ambtstermijn        | Ambtstermijn     | Partij(en)  | Premier(s)                        | Kabinet(en)                     | Overige functie(s)                    |
|                                           |                                           | Christine Chauvet (1949)                  | 17 mei 1995         | 7 november 1995  | RPR         | Alain Juppé (1995–1997)           | Juppé I                         |                                       |
| Viceminister voor Buitenlandse Handel     | Viceminister voor Buitenlandse Handel     | Viceminister voor Buitenlandse Handel     | Ambtstermijn        | Ambtstermijn     | Partij(en)  | Premier(s)                        | Kabinet(en)                     | Overige functie(s)                    |
|                                           |                                           | Yves Galland (1941)                       | 7 november 1995     | 3 juni 1997      | RPR         | Alain Juppé (1995–1997)           | Juppé II                        |                                       |
| Staatssecretaris voor Buitenlandse Handel | Staatssecretaris voor Buitenlandse Handel | Staatssecretaris voor Buitenlandse Handel | Ambtstermijn        | Ambtstermijn     | Partij(en)  | Premier(s)                        | Kabinet(en)                     | Overige functie(s)                    |
|                                           |                                           | Jacques Dondoux (1931–2002)               | 3 juni 1997         | 29 juli 1999     | PS          | Lionel Jospin (1997–2002)         | Jospin                          |                                       |
|                                           |                                           | François Huwart (1947)                    | 29 juli 1999        | 6 mei 2002       | PS          | Lionel Jospin (1997–2002)         | Jospin                          |                                       |
| Viceminister voor Buitenlandse Handel     | Viceminister voor Buitenlandse Handel     | Viceminister voor Buitenlandse Handel     | Ambtstermijn        | Ambtstermijn     | Partij(en)  | Premier(s)                        | Kabinet(en)                     | Overige functie(s)                    |
|                                           | François Loos                             | François Loos (1953)                      | 16 juni 2002        | 31 mei 2005      | PRV         | Jean-Pierre Raffarin (2002–2005)  | Raffarin II                     |                                       |
| Raffarin III                              | François Loos                             | François Loos (1953)                      | 16 juni 2002        | 31 mei 2005      | PRV         | Jean-Pierre Raffarin (2002–2005)  |                                 |                                       |
|                                           | Christine Lagarde                         | Christine Lagarde (1956)                  | 31 mei 2005         | 16 mei 2007      | UMP         | Dominique de Villepin (2005–2007) | de Villepin                     |                                       |
| Staatssecretaris voor Buitenlandse Handel | Staatssecretaris voor Buitenlandse Handel | Staatssecretaris voor Buitenlandse Handel | Ambtstermijn        | Ambtstermijn     | Partij(en)  | Premier(s)                        | Kabinet(en)                     | Overige functie(s)                    |
|                                           | Hervé Novelli                             | Hervé Novelli (1949)                      | 20 juni 2007        | 18 maart 2008    | UMP         | François Fillon (2007–2012)       | Fillon II                       |                                       |
|                                           | Anne-Marie Idrac                          | Anne-Marie Idrac (1951)                   | 18 maart 2008       | 14 november 2010 | UMP         | François Fillon (2007–2012)       | Fillon II                       |                                       |
|                                           | Pierre Lellouche                          | Pierre Lellouche (1951)                   | 14 november 2010    | 15 mei 2012      | UMP         | François Fillon (2007–2012)       | Fillon III                      |                                       |
| Minister van Buitenlandse Handel          | Minister van Buitenlandse Handel          | Minister van Buitenlandse Handel          | Ambtstermijn        | Ambtstermijn     | Partij(en)  | Premier(s)                        | Kabinet(en)                     | Overige functie(s)                    |
|                                           | Pierre Moscovici                          | Pierre Moscovici (1957)                   | 15 mei 2012         | 20 juni 2012     | PS          | Jean-Marc Ayrault (2012–14)       | Ayrault I                       | Minister van Financiën                |
| Minister van Economische Zaken            | Pierre Moscovici                          | Pierre Moscovici (1957)                   | 15 mei 2012         | 20 juni 2012     | PS          | Jean-Marc Ayrault (2012–14)       | Ayrault I                       |                                       |
|                                           | Nicole Bricq                              | Nicole Bricq (1947)                       | 20 juni 2012        | 31 maart 2014    | PS          | Jean-Marc Ayrault (2012–14)       | Ayrault II                      |                                       |
| Staatssecretaris voor Buitenlandse Handel | Staatssecretaris voor Buitenlandse Handel | Staatssecretaris voor Buitenlandse Handel | Ambtstermijn        | Ambtstermijn     | Partij(en)  | Premier(s)                        | Kabinet(en)                     | Overige functie(s)                    |
|                                           | Fleur Pellerin                            | Fleur Pellerin (1973)                     | 31 maart 2014       | 26 augustus 2014 | PS          | Manuel Valls (2014–2016)          | Valls I                         |                                       |
|                                           |                                           | Thomas Thévenoud (1974)                   | 26 augustus 2014    | 4 september 2014 | PS          | Manuel Valls (2014–2016)          | Valls II                        |                                       |
|                                           | Matthias Fekl                             | Matthias Fekl (1977)                      | 4 september 2014    | 21 maart 2017    | PS          | Manuel Valls (2014–2016)          | Valls II                        |                                       |
| Bernard Cazeneuve (2016–2017)             | Matthias Fekl                             | Matthias Fekl (1977)                      | 4 september 2014    | 21 maart 2017    | PS          | Cazeneuve                         |                                 |                                       |
| Bernard Cazeneuve (2016–2017)             |                                           | Harlem Désir                              | Harlem Désir (1959) | 21 maart 2017    | 14 mei 2017 | Cazeneuve                         | PS                              |                                       |
|                                           |                                           | Jean- Baptiste Lemoyne (1977)             | 14 mei 2017         | 3 juli 2020      | LR (2017)   | Édouard Philippe (2017–2020)      | Philippe I                      |                                       |
| Philippe II                               |                                           | Jean- Baptiste Lemoyne (1977)             | 14 mei 2017         | 3 juli 2020      | LR (2017)   | Édouard Philippe (2017–2020)      |                                 |                                       |
|                                           | LREM (2017–20)                            | Jean- Baptiste Lemoyne (1977)             | 14 mei 2017         | 3 juli 2020      |             | Édouard Philippe (2017–2020)      |                                 |                                       |
| Viceminister voor Buitenlandse Handel     | Viceminister voor Buitenlandse Handel     | Viceminister voor Buitenlandse Handel     | Ambtstermijn        | Ambtstermijn     | Partij(en)  | Premier(s)                        | Kabinet(en)                     | Overige functie(s)                    |
|                                           | Franck Riester                            | Franck Riester (1974)                     | 3 juli 2020         | heden            | AG          | Jean Castex (2020–heden)          | Castex                          |                                       |